# Rezerwat przyrody Prosiecka dolina
Rezerwat przyrody Prosiecka dolina (słow. Národná prírodná rezervácia Prosiecka dolina) – rezerwat przyrody w północnej części katastru wsi Prosiek, w okręgu Liptowski Mikułasz, na Słowacji. Rezerwat został utworzony w 1967 r. i ma powierzchnię 341,73 ha.

## Położenie
Rezerwat leży we wschodniej części Gór Choczańskich. Obejmuje Dolinę Prosiecką od jej dolnego wylotu (ok. 650 m) powyżej wsi Prosiek aż po jej górny kraniec przy skraju kotliny Svorad (ok. 920 m) wraz ze zboczami: wschodnimi po podszczytowe partie Prosiecznego (ok. 1310 m) i zachodnimi po podszczytowe partie Łomów (ok. 1260 m).

## Ukształtowanie terenu
Dolina Prosieczanki w obrębie rezerwatu powstała w wapieniach i dolomitach płaszczowiny choczańskiej. Jest klasycznym przykładem doliny krasowej z okresowym przepływem wody, z podziemnymi ciekami wodnymi, wywierzyskami, wodospadem i bogatą rzeźbą krasową. Strome zbocza doliny przechodzą miejscami w skalne ściany, w których zwracają uwagę oryginalnie ukształtowane formy skalne, noszące nazwy: „Janosik”, „Niedźwiedź”, „Wielbłąd” czy „Sowa”.

## Flora
Łagodniejsze fragmenty zboczy porastają lasy dolnego regla z bukiem i jodłą, przechodzące w najwyższych położeniach w górnoreglowe świerczyny. Na eksponowanych stanowiskach na skalnych półkach i turniach spotkamy tu reliktowe skupiska modrzewia europejskiego i sosny pospolitej.
Na terenie rezerwatu obserwujemy charakterystyczną inwersję warunków mikroklimatycznych oraz towarzyszących im zbiorowisk roślinnych. Na wysoko położonych stanowiskach na skalnych półkach i ściankach wystawionych ku południowi spotkamy tu szereg zbiorowisk i gatunków roślin ciepłolubnych i kserofilnych. Natomiast na najniżej położonych stanowiskach w zacienionych i wilgotnych zakątkach doliny, w których długo utrzymuje się pokrywa śniegu, znajdziemy wiele gatunków subalpejskich i alpejskich.
M.in. na słonecznych, suchych stokach rośnie tu turzyca niska (Carex humilis L.), szałwia okręgowa (Salvia verticillata L.), kołotocznik wierzbolistny (Buphthalmum salicifolium L.) i wyraźnie ciepłolubna marzanka barwierska (Asperula tinctoria L.). Na chłodniejszych stanowiskach na skalnych ścianach rośnie tu aster alpejski (Aster alpinus L.), pierwiosnek łyszczak (Primula auricula L.), goryczka krótkołodygowa (Gentiana clusii Perr. & Songeon), stokrotnica górska (Bellidiastrum michelii Cass.), a także rzadka szarotka alpejska (Leontopodium alpinum L.). Na większych upłazkach znajdziemy sasankę słowacką (Anemone slavica G. Reuss). Z kolei w chłodnych miejscach na dnie wąwozu spotkamy m.in. zarzyczkę górską (Cortusa matthioli L.) i tłustosza alpejskiego (Pinguicula alpina L.). Spośród szeregu gatunków storczykowatych najpospolitsze są podkolan biały (Platanthera bifolia), listera jajowata (Listera ovata (L.) R. Br.) i kruszczyk rdzawoczerwony (Epipactis atrorubens (Hoffm.) Besser). Występuje tu również powojnik alpejski (Clematis alpina (L.) Mill.) oraz dwa gatunki roślin o statusie endemitów karpackich: pszonak Wittmanna (Erysimum witmannii Zaw.) o bladożółtych kwiatach i biało kwitnący goździk wczesny (Dianthus plumarius L. subsp. praecox (Kit.) Pawł.). Obecność pszonaka Wittmanna, licznie kwitnącego w całej dolinie, zanotował już na początku XX w. znany niemiecki speleolog i krajoznawca Karl Siegmeth.

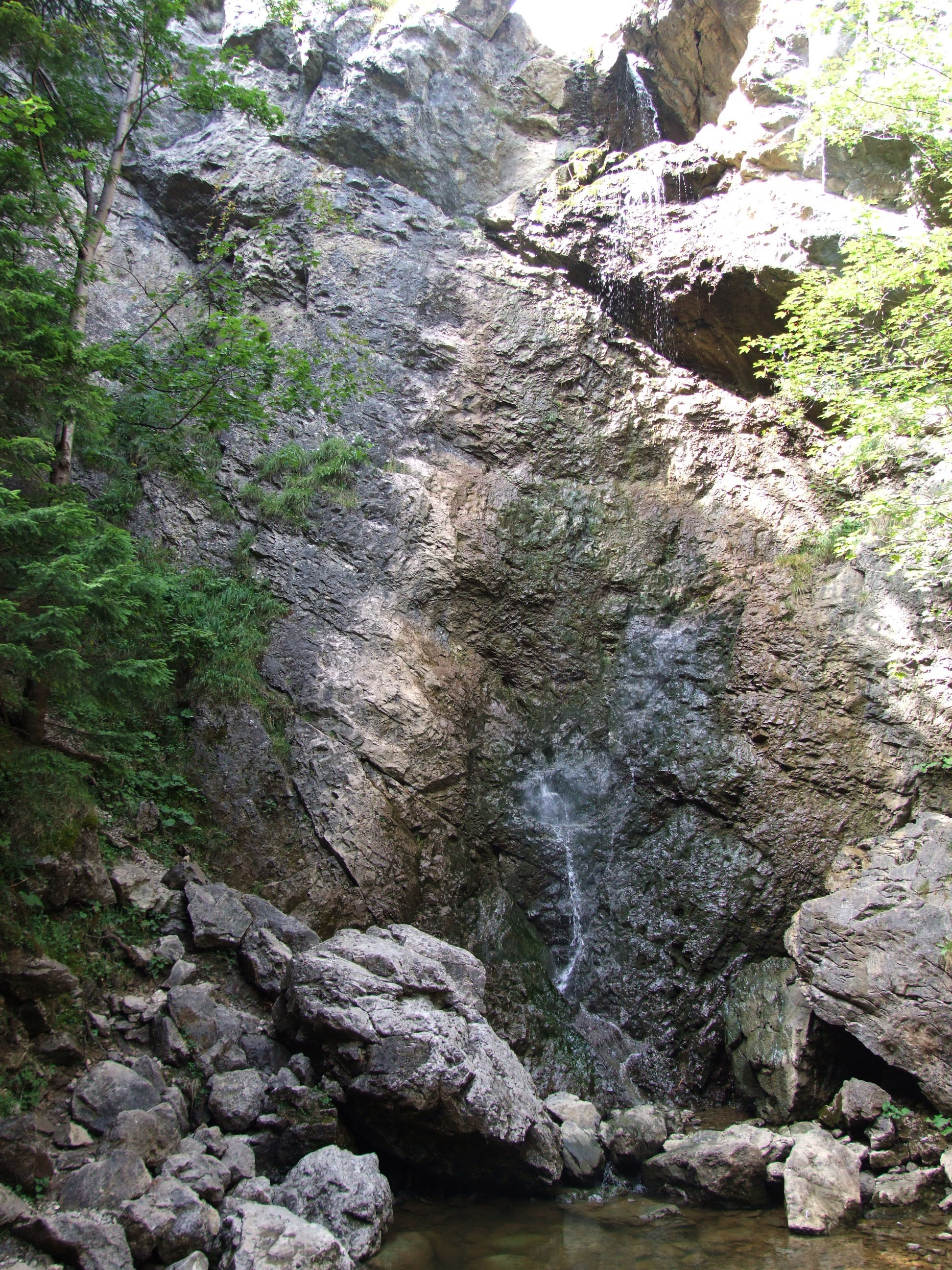
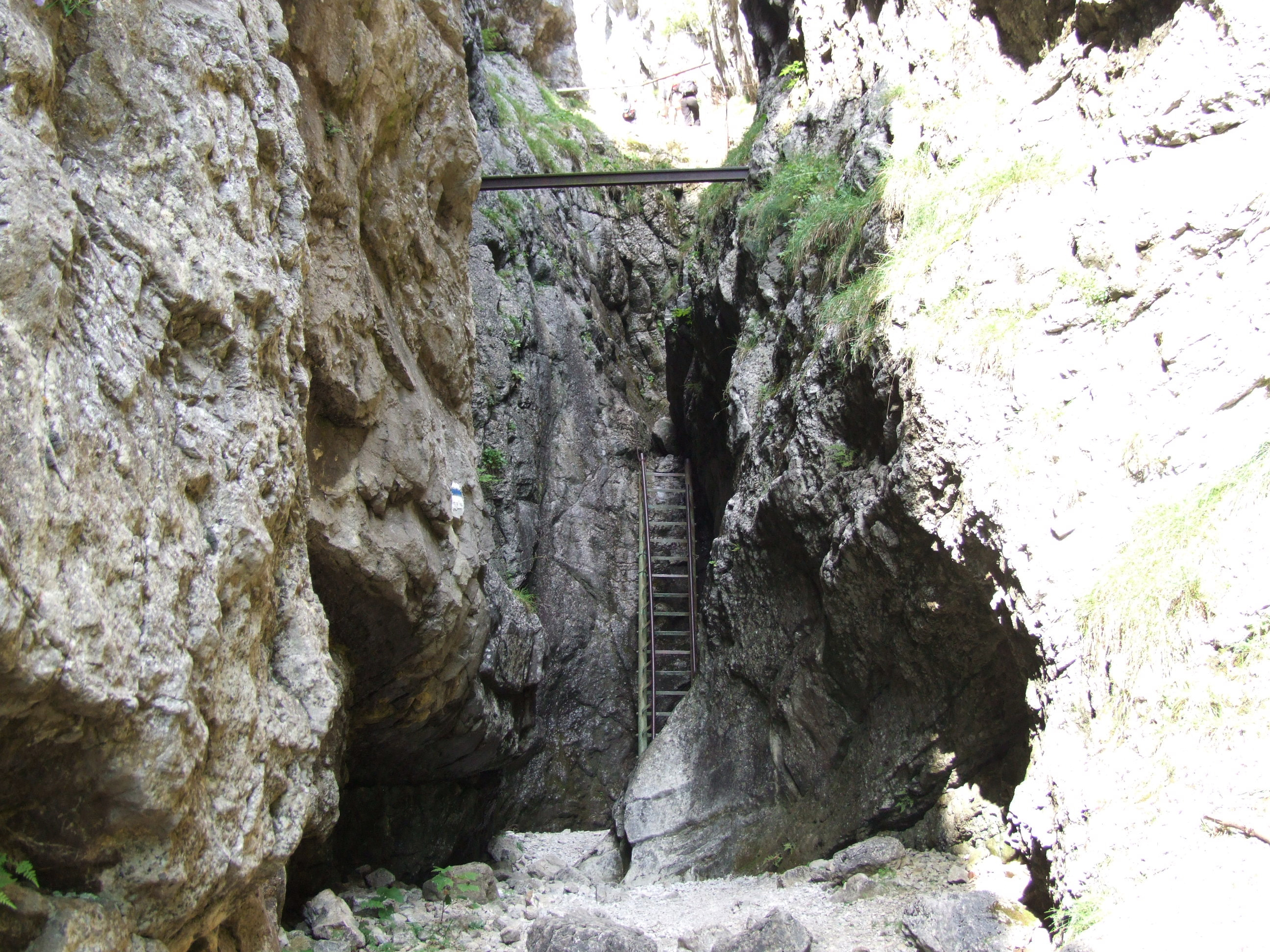
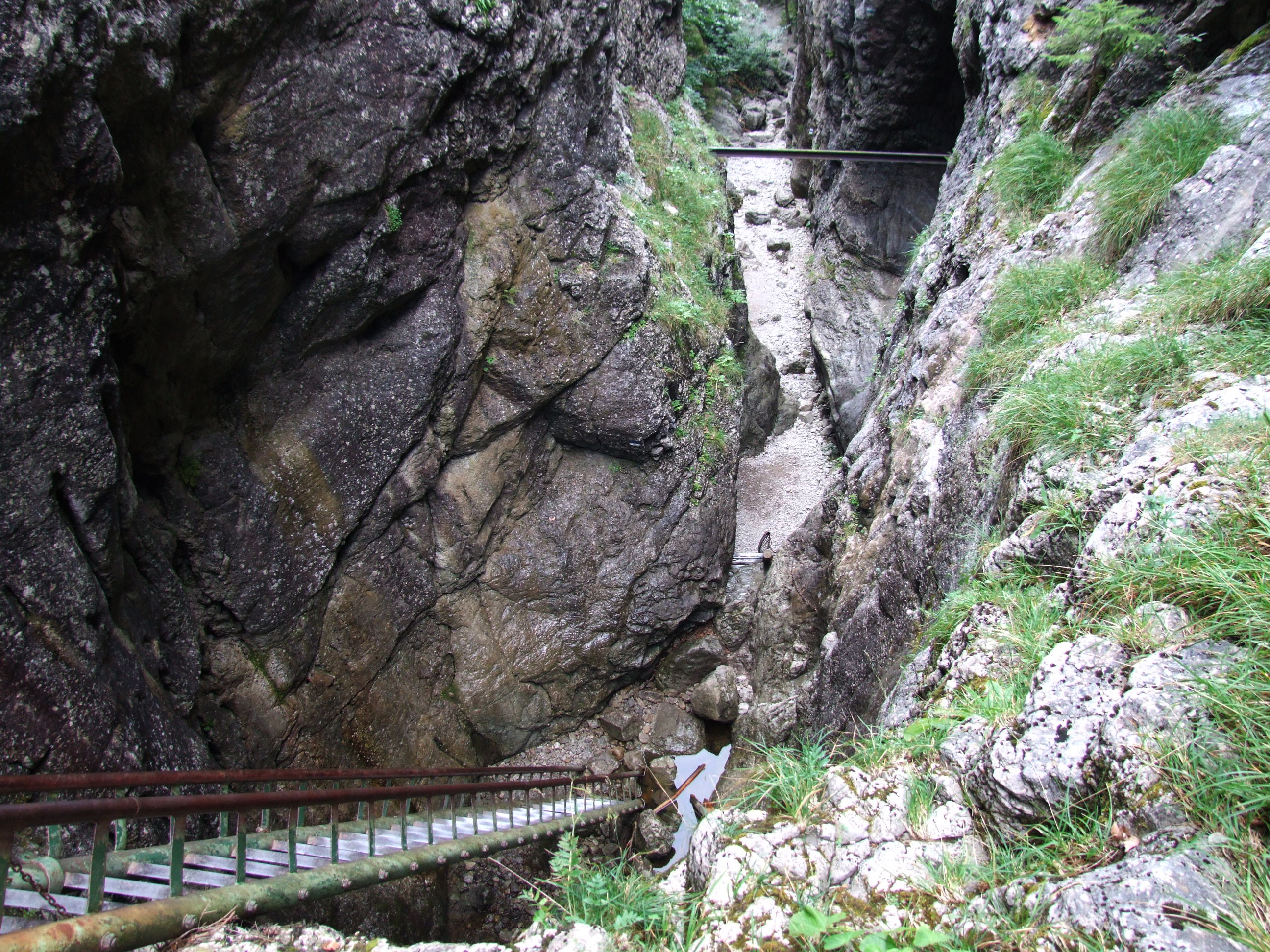
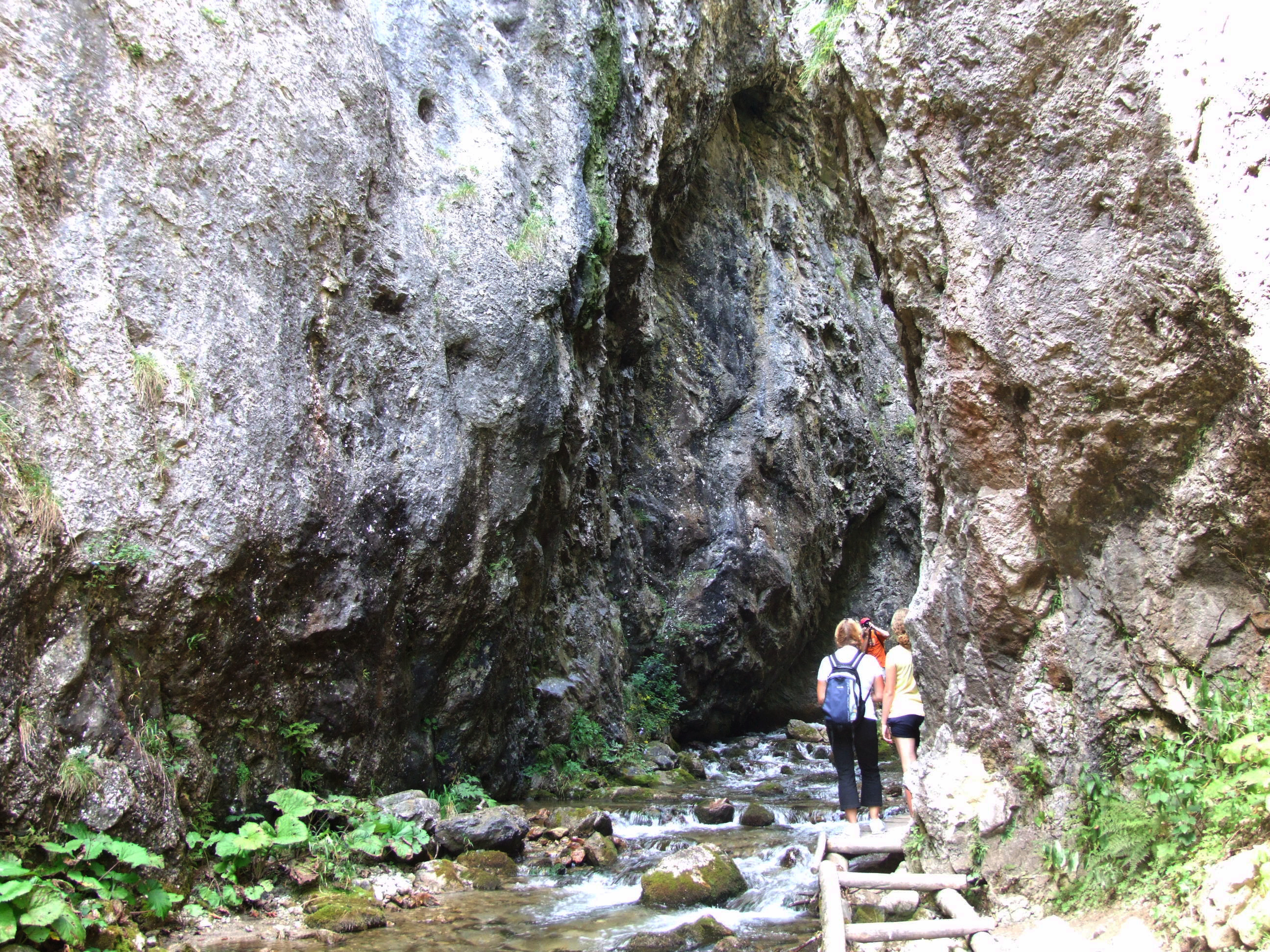
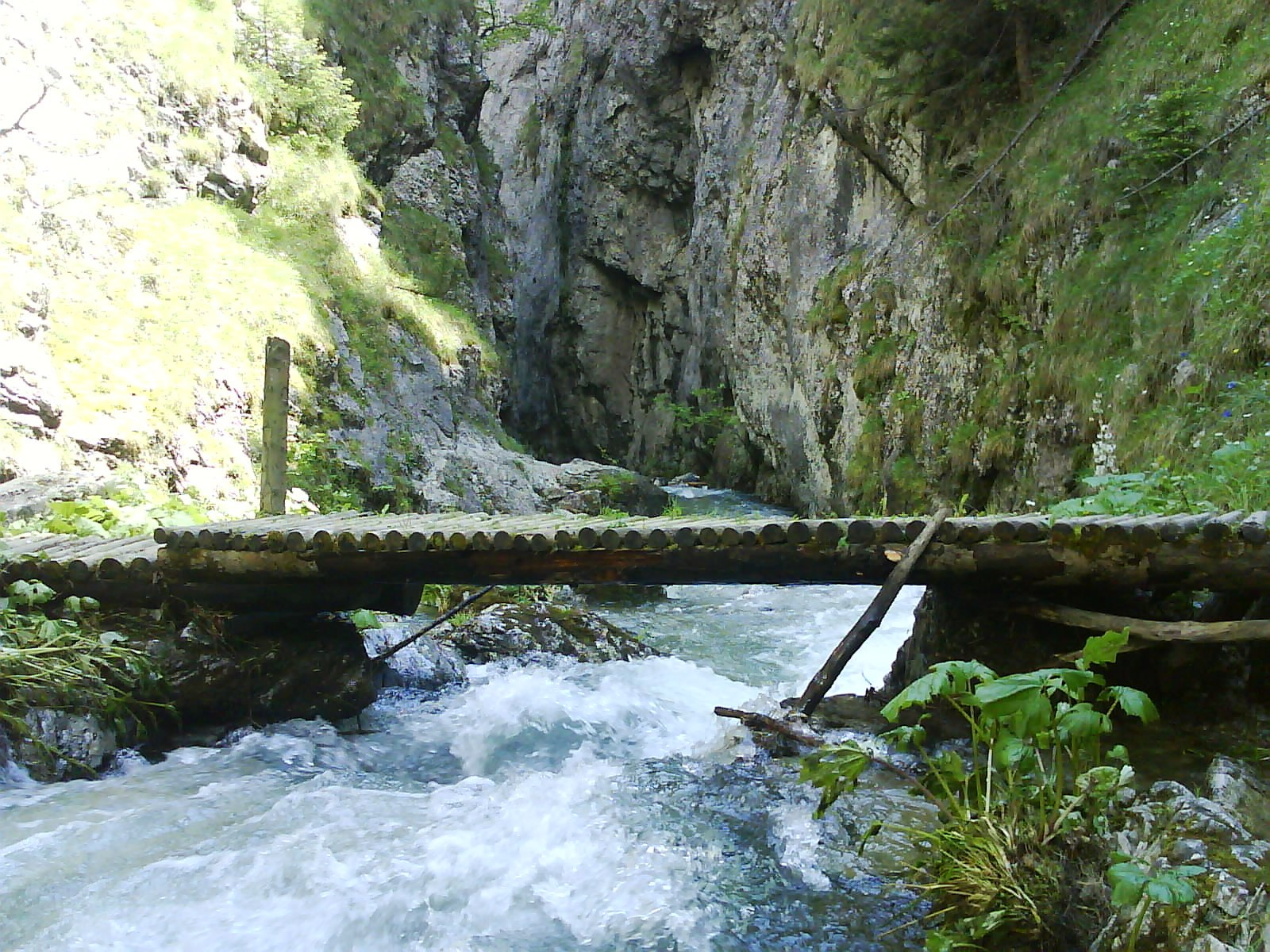
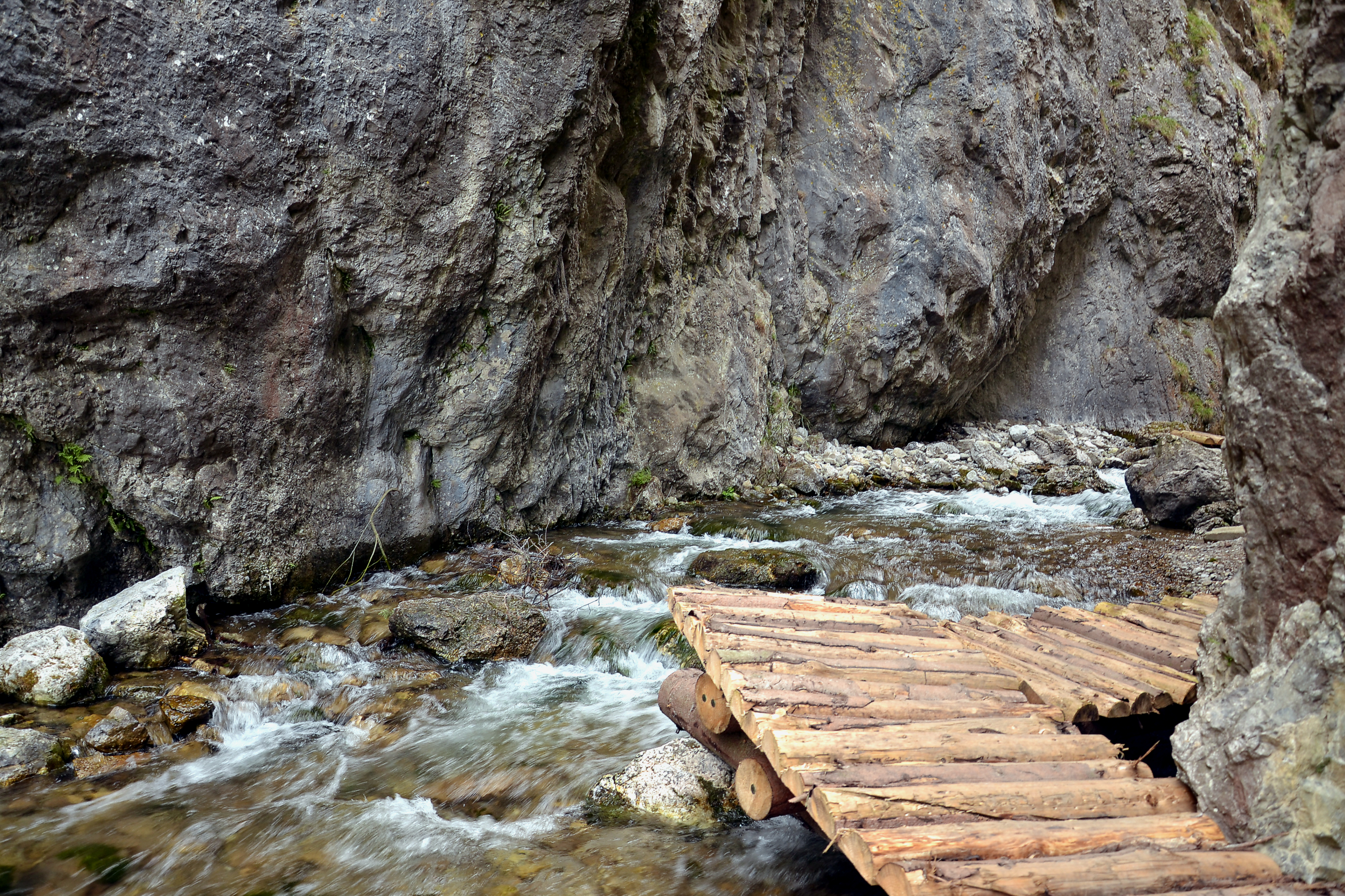
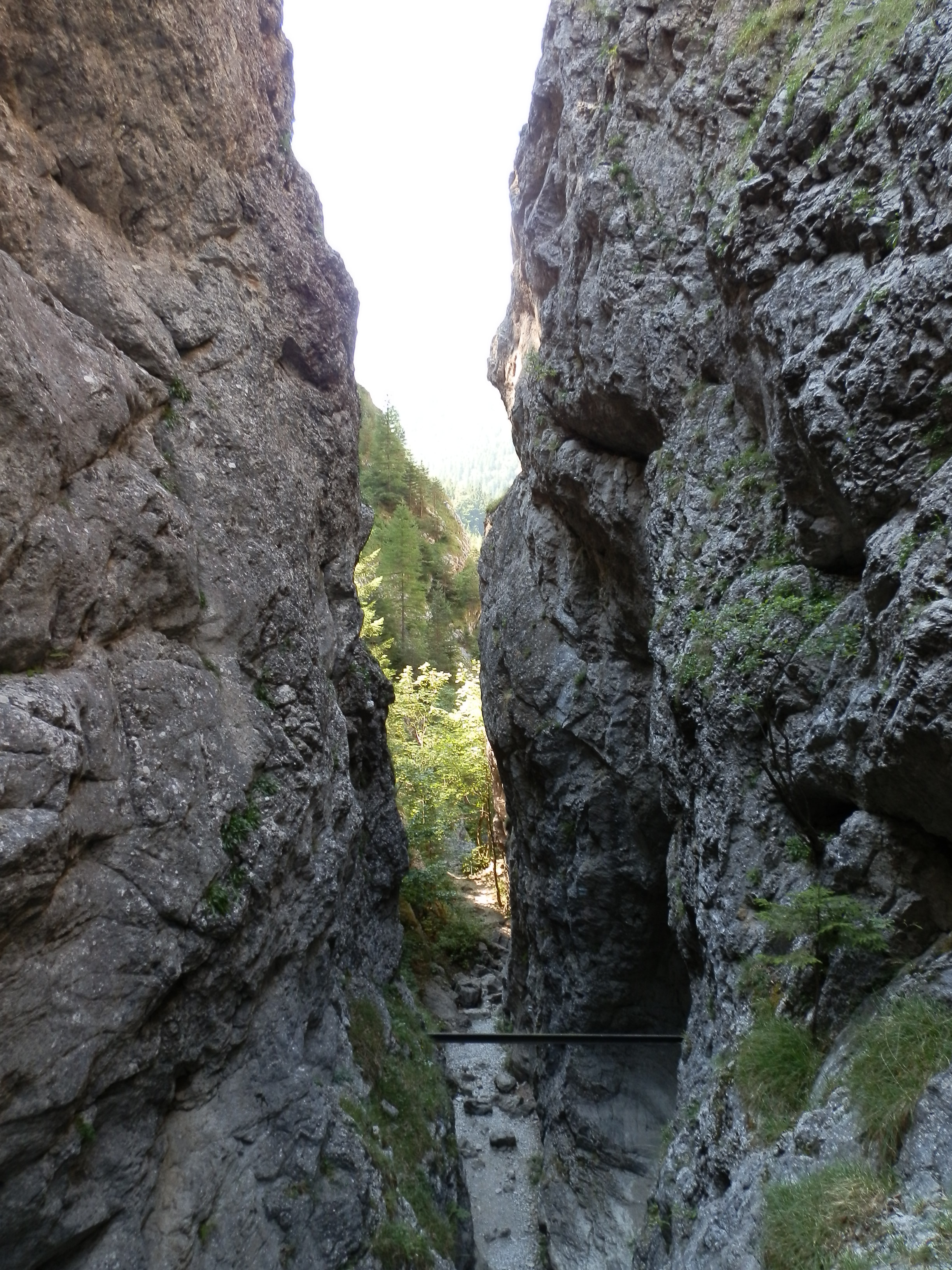
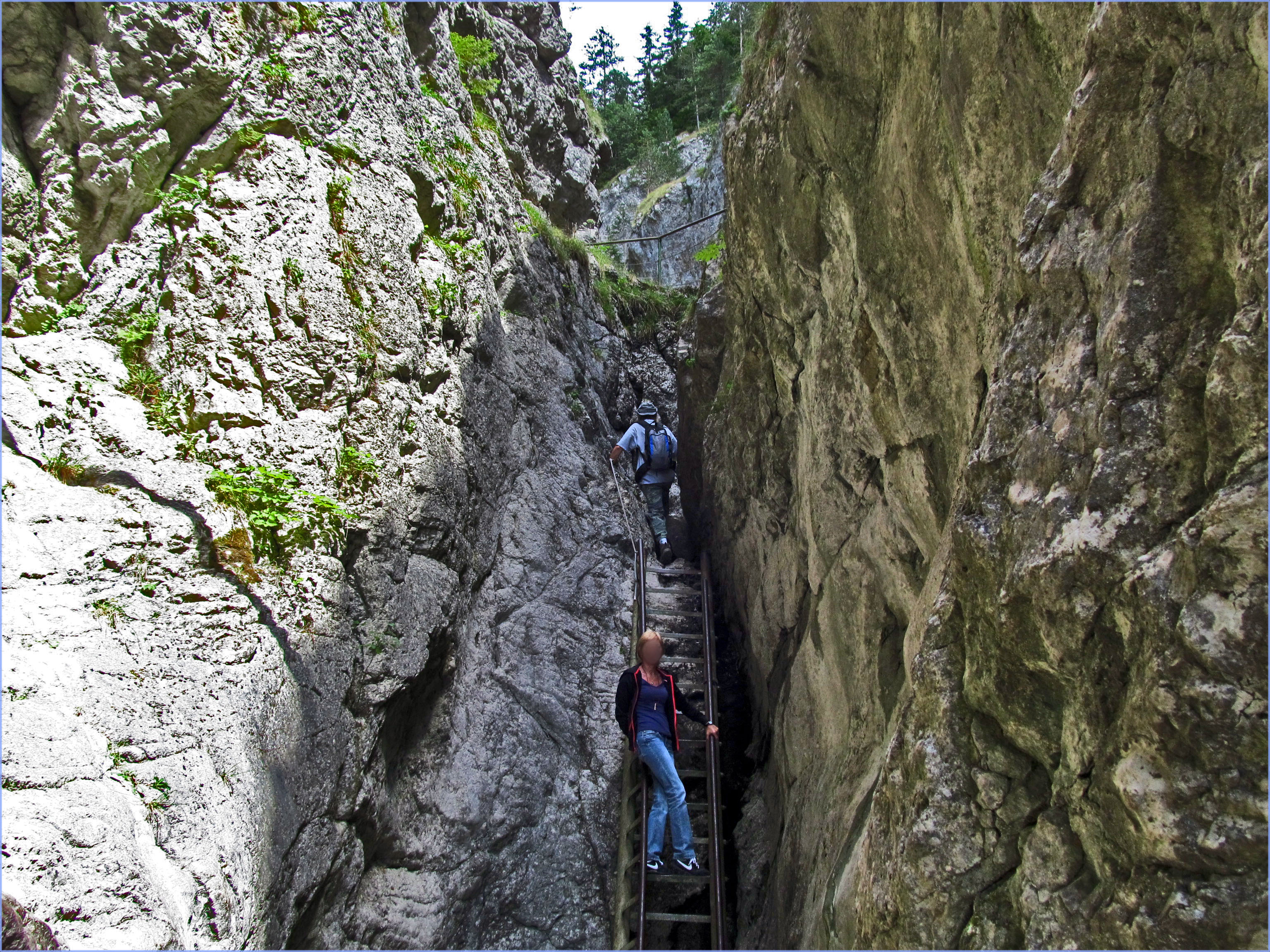